# Mathighatta, Chiknayakanhalli
Mathighatta là một làng thuộc tehsil Chiknayakanhalli, huyện Tumkur, bang Karnataka, Ấn Độ.